# Полет 244 на „Аерофлот“
Полет 244 на „Аерофлот“ е вътрешен пътнически полет от Батуми, Аджарска автономна съветска социалистическа република, Грузинска съветска социалистическа република, до Краснодар, Руска съветска федеративна социалистическа република, Съюз на съветските социалистически републики, с планирано междинно кацане в Сухуми, управляван от „Аерофлот“. На 15 октомври 1970 г. самолетът „Антонов Ан-24b“, който изпълнява полета, е отвлечен на височина от 800 м на път към Сухуми от литовеца Пранас Бразинскас и неговия 13-годишен син Алгирдас Бразинскас, с цел да избягат в западния свят.
В опит да нахлуят в пилотската кабина похитителите застрелват стюардесата Надежда Курченко, която се опитва да ги спре. В престрелката са ранени и други членове на екипажа на борда. Самолетът е откаран в Турция, където терористите прекарват известно време в затвора, след което се отправят към Съединените американски щати. Пранас Бразинскас твърди, че стрелбата възниква след съпротива на двама въоръжени пазачи, но според руските медии стюардесата е застреляна, докато тича към пилотската кабина, за да предупреди пилотите, тъй като на борда няма охрана. Това е първото успешно отвличане на самолет на съветска авиокомпания, за което има данни.
Съветският съюз осъжда това, че Съединените американски щати предоставят убежище на терористите и настоява за тяхното екстрадиране. Преди инцидента Пранас Бразинскас е осъден два пъти за финансови престъпления, свързани с държавните магазини, в които е работил. През 2002 г. Алгирдас Бразинскас е осъден в Санта Моника за убийството на 77-годишния си баща Пранас по време на семеен спор.